# Willerwald
Willerwald település Franciaországban, Moselle megyében. Lakosainak száma 1519 fő (2022. január 1.). Willerwald Herbitzheim, Hambach és Sarralbe községekkel határos.

## Népesség
A település népessége az elmúlt években az alábbi módon változott:
| Lakosok száma | 1505 | 1531 | 1579 | 1544 | 1555 | 1548 | 1538 | 1529 | 1519 |
|               | 2013 | 2015 | 2016 | 2017 | 2018 | 2019 | 2020 | 2021 | 2022 |